# Окада, Такэхико
Такэхико Окада (яп. 岡田 武彦 Окада Такэхико, 22 ноября 1908 года – 17 октября 2004 года) — японский конфуцианец и исследователь древнекитайской философии, автор множества сочинений.

## Биография
Такэхико Окада родился в 1908 году в префектуре Хиого. В 1934 году закончил философское отделение факультета литературы императорского университета Кюсю, преподавал в средних школах и в педагогическом училище. В 1949 году стал доцентом второго филиала Кюсюского университета и по совместительству старшим преподавателем кафедры литературы этого же университета.
Окада занимался изучением истории идеологии конца периода правления династии Мин и практического значения конфуцианства, читал лекции по философии Китая. Позднее стал профессором, в 1960 году получил степень доктора литературы, защитив диссертацию на тему «Конфуцианство конца эпохи Мин». В 1963 году на пятнадцатой конференции Японского общества изучения Китая сделал доклад «Взгляд на эпоху Мин с точки зрения истории идеологии». В 1966 году Окада читал курс истории китайской философии в качестве профессора Колумбийского университета; в 1968-69 гг. был ответственным за комплексные исследования особенностей языка трактатов Чжу Си, субсидированные министерством культуры. В 1969 году он стал заведующим кафедрой фундаментальных наук университета Кюсю.
Такэхико Окада умер 17 октября 2004 года в Фукуока в возрасте девяноста пяти лет.